# John Willis
Pour les articles homonymes, voir Willis.
John Willis, né en 1575 et mort 1625 (dates incertaines), est un ecclésiastique, sténographe et mnémonicien britannique. Il est reconnu pour avoir développé une méthode de sténographie basée sur le travail de Timothy Bright.

## Biographie
En 1592, il est diplômé du Christ's College à Cambridge. En 1601, il est admis au presbytère de St. Mary Bothaw (en), à Londres.
En 1602, John Willis publie son livre The Art of Stenography or sort writing by spelling characters (l'art de la sténographie ou l'écriture rapide par des caractères alphabétiques), dont il existe finalement 14 éditions. C'est le premier livre abordant vraiment la question de la sténographie[réf. nécessaire]. Tous les systèmes actuels en découlent.
La méthode Willis utilise 29 signes différents ayant différents aspects géométriques : ligne, coude, point, cercle et circuit fermé. Les lettres superflues sont supprimées. On arrive petit à petit[style à revoir] à une écriture phonétique.